# Aloe ahmarensis
Espèce
Statut CITES
Aloe ahmarensis est une espèce de plantes à fleurs du genre des aloès, de la famille des Xanthorrhoeaceae et de la sous-famille de Asphodeloideae. L'épithète spécifique ahmarensis se réfère à la présence de l'espèce à Al Ahmar au Yémen. Elle a été décrite la première fois par P. Favell, M. Barry Miller & Abdul Nasser Al-Gifri en 1999 dans Cactus and Succulent Journal.